# Equality for Gays And Lesbians In The European Institutions
Pour les articles homonymes, voir EGALITE.
Equality for Gays And Lesbians In The European institutions (EGALITE) est une association active depuis 1993 au sein des institutions européennes.
Son principal objectif est d'y promouvoir la non-discrimination sur la base de l'orientation sexuelle, et plus particulièrement un traitement non discriminatoire pour les couples de même sexe.
Le comité exécutif siège à Bruxelles où la majorité des activités a lieu. L'autre lieu d'activités d'EGALITE est à Luxembourg.

## Sources
- QRD, « Queer Resources Directory », sur qrd.org, 2006 (consulté le 6 juin 2008)
- ILGA Europe, « Equality for Lesbians and Gay Men - a relevant issue in the EU accession process », sur ilga-europe.org, 2001 (consulté le 6 juin 2008)
- ILGA (Steffen Jensen), « EQUALITY FOR LESBIANS AND GAY MEN, A relevant issue in the civil and social dialogue », sur steff.suite.dk, 1998 (consulté le 6 juin 2008)
- Press For Change, « NGO Joint Statement to the UNHRC »(Archive.org • Wikiwix • Archive.is • Google • Que faire ?), sur pfc.org.uk, 2006 (consulté le 6 juin 2008)